# Maryia Kolesen
Maryia Kolesen (* 25. Juni 1993) ist eine belarussische Biathletin.
Maryia Kolesen gab ihr internationales Debüt im Rahmen der Juniorenweltmeisterschaften 2011 in Nové Město na Moravě, wo sie im Sprint den 41. Platz belegte und im Verfolgungsrennen sowie im Einzel 54. wurde. Im Staffelrennen erreichte sie an der Seite von Maryia Chelachova und Aksana Shymanivich den fünften Rang.
Ihre ersten Rennen bei den Frauen im Leistungsbereich bestritt Kolesen 2012 im IBU-Cup. In Forni Avoltri wurde sie bei ihrem ersten Sprint 90. Bester Rang ist bislang ein 60. Platz, erreicht ebenfalls bei einem Sprint in Haute-Maurienne. Erste internationale Meisterschaften wurden die Europameisterschaften 2012 in Osrblie. Die Belarussin wurde mit drei Schießfehlern 47. des Sprintrennens und trotz zweier Fehlerfreier Schießeinlagen als überrundete Läuferin nach dem zweiten Schießen aus dem Rennen genommen.